# Serranochromis
Serranochromis é um género de peixe da família Cichlidae.
Este género contém as seguintes espécies:
- Serranochromis janus
- Serranochromis meridianus